# IC 946
IC 946 је спирална галаксија у сазвјежђу Волар која се налази на листи објеката дубоког неба у Индекс каталогу.
Деклинација објекта је + 14° 6' 59" а ректасцензија 13h 52m 8,2s. Привидна величина (магнитуда) објекта IC 946 износи 13,6 а фотографска магнитуда 14,5. IC 946 је још познат и под ознакама UGC 8772, MCG 2-35-21, CGCG 73-89, PGC 49244.